# Нікапітія Бандара
Нікапітія Бандара (д/н — 1594) — останній володар Сітаваки у 1593—1594 роках.

## Життєпис
Стосовно його походження існує суперечка. За однією версією був сином Відія Бандари, колишнього регента Котте, та Сур'ядеві, доньки Маядуне. правителя Сітаваки. За іншою версією був сином Раджасур'ї, що посів трон 1593 року. В будь-якому перші письмові згадки про нього віднносяться саме до цього часу.
Після вбивства Раджасур'ї в тому ж 1593 році Нікапітія Бандара зійшов на трон. При цьому значного впливу набув манампері (перший міністр) Аріттакі Венду Перумал. Останній вступив у перемовини з португальцями та Дгармапалою, магараджею Котте, обійцяючи тому повернення колишнній володінь в обмін за укладання мирного договору. Проти цього виступив Нікапітія Бандара, що спричинило конфлікт. Невдовзі Перумал за однією версією вирішив захопити трон, а за іншою передати його Джясур'ї, малолітньому брату Раджасур'ї. Змову було розкрито й манампері втік до Коломбо. Тут він зібрав війська, зя кими допоміг Дгармпалаі захопити усю державу Сітавака.
Нікапітія Бандара втік до держави Джафна, де отримав війська, з якими намагався відвоювати Сітаваку, але марно. Ймовріно потрапив у полон, де у грудні 1594 року разом з членами свого роду та вищою знаттю було страчено за наказом Дгармапали.